# 우곡초등학교 도진분교
우곡초등학교 도진분교는 대한민국 경상북도 고령군 우곡면 도진리 207에 있었던 공립 초등학교이다.
폐교 이후에는 징검다리연구소 카페로 활용하고 있다.

## 연혁
- 1944년 4월 14일 도진국민학교로 개교(설립인가 3월 20일)
- 1969년 3월 20일 회천국민학교 분리
- 1982년 3월 1일 회천분교장 통합
- 1983년 3월 1일 병설유치원 개원
- 1996년 3월 1일 도진초등학교로 교명 변경
- 1996년 9월 1일 우곡초등학교 도진분교장 개편
- 2013년 3월 1일 본교로 통폐합